# Sillery (Marne)

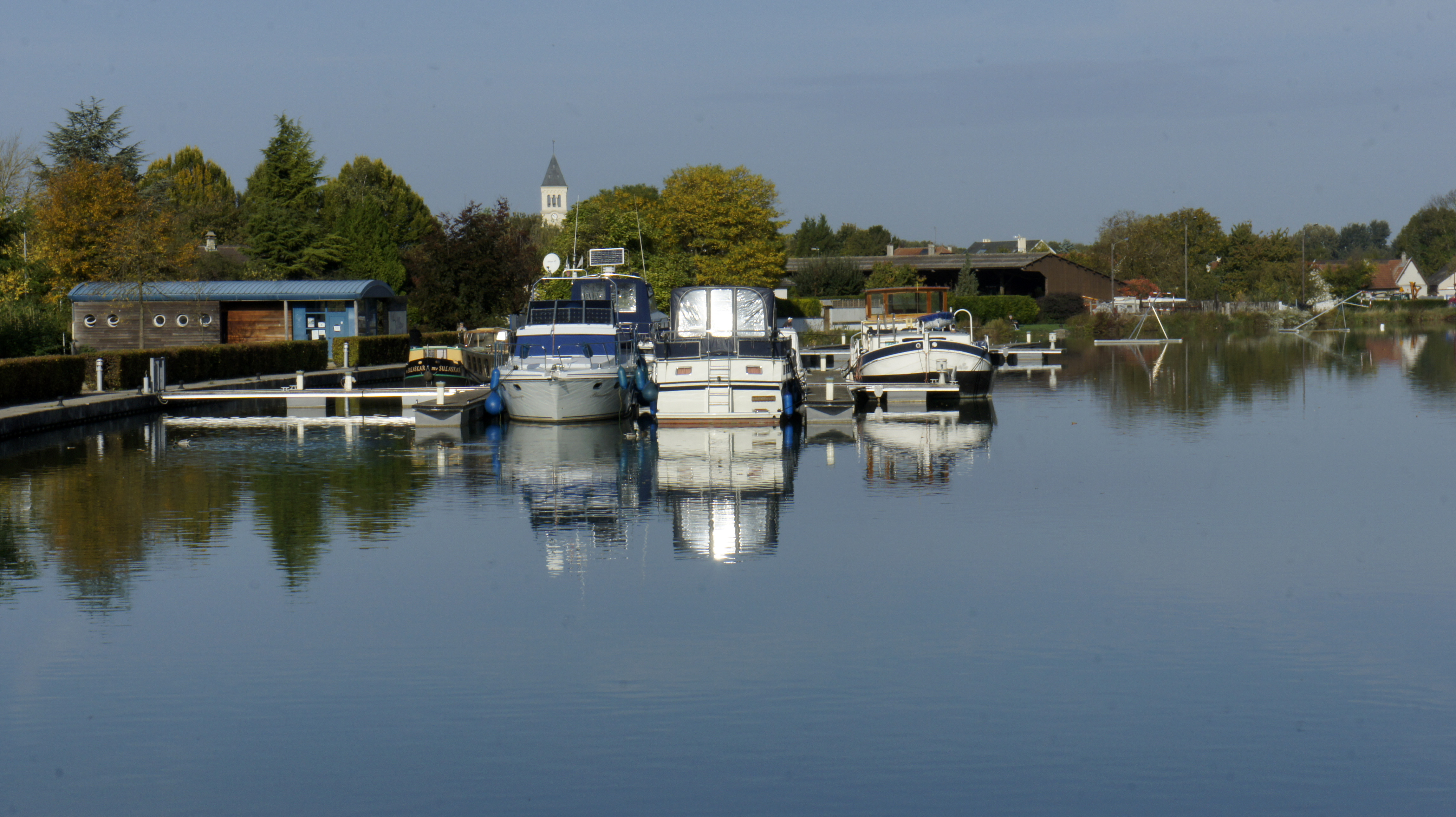
Hafen von Sillery, im Hintergrund die Kirche

 Sillery   ist eine französische Gemeinde mit 1830 Einwohnern (Stand 1. Januar 2022) im Département Marne in der Region Grand Est (vor 2016 Champagne-Ardenne). Sie gehört zum Arrondissement Reims und zum Kanton Reims-8.
Der Ort liegt etwa zehn Kilometer südöstlich von Reims. Hier kreuzt der Marne-Rhein-Kanal den Fluss Vesle. Nordöstlich grenzt der Flugplatz Reims-Pruny unmittelbar an das Gemeindegebiet. Südwestlich des Ortes verläuft die Autoroute A4 über das Gebiet der Gemeinde. In Sillery besteht Bahnanschluss über die Bahnstrecke Châlons-en-Champagne–Reims ans Netz der regionalen Bahngesellschaft TER Grand Est. Ferner gibt es eine Busverbindung nach Reims.

## Bevölkerungsentwicklung
| Jahr      | 1962 | 1968 | 1975 | 1982 | 1990 | 1999 | 2009 | 2018 |
| Einwohner | 736  | 861  | 953  | 1532 | 1520 | 1655 | 1590 | 1795 |

## Partnergemeinden
Partnergemeinden von Sillery sind das gleichnamige Sillery in der kanadischen Provinz Québec und die deutsche Stadt Adenau in Rheinland-Pfalz.